# Autopista de la Costa de Makran
L'Autopista de la Costa de Makran o Autopista costanera de Makran (Makran Coastal Highway) és una via de comunicació situada a la província del Balutxistan al Pakistan, que passa per la zona de la costa de la regió de Makran. Té una longitud de 653 km i només té dos carrils. Va de Karachi a Gwadar. Fou construïda entre 2001 i 2003. Se l'esmenta també com Carretera Nacional 10 (abreujat N10)